# Prowincja Houaphan
Houaphan, także Hua Phan, Huaphanh (laot. ຫົວພັນ) – prowincja Laosu, znajdująca się w północno-wschodniej części kraju. Graniczy bezpośrednio z Wietnamem oraz prowincjami Louangphrabang i Xieng Khouang.
W 1996 roku w prowincji zamieszkiwało około 247 tysięcy osób.

## Podział administracyjny
Prowincja Houaphan dzieli się na osiem dystryktów:
1. Huameuang
2. Muang Et
3. Sop Bao
4. Viengthong
5. Viengxay
6. Xamneua
7. Xamtay
8. Xiengkhor.